# John de Robeck
Sir John Michael de Robeck (Naas, 10 giugno 1862 – Parigi, 20 gennaio 1928) è stato un ammiraglio britannico.
Ha comandato le forze della marina alleate nello Stretto dei Dardanelli durante la prima guerra mondiale.

## Biografia
De Robeck è nato a Naas, in Irlanda. Secondogenito di John Henry Edward Fock, quarto barone de Robeck (1823–1904), proviene da una famiglia di origini svedesi/estoni/tedesche, da lungo stabilitasi in Irlanda.

### Carriera militare
De Robeck si unì alla Royal Navy nel 1875. Con l'inizio della prima guerra mondiale, nel 1914, gli venne affidato il comando del 9º Cruiser Squadron.
Dal febbraio al marzo 1915 è stato secondo nella linea di comando dopo l'ammiraglio Sackville Carden durante le operazioni nei Dardanelli, al quale subentrò dopo appena un mese. Assunse il comando appena tre giorni prima che le forze alleate tentassero di forzare lo stretto il 18 marzo.
La campagna navale svoltasi tra il 1914 e il 1915 era vicina nel riuscire a vincere le forze avversarie nello stretto e a spingere sino a Costantinopoli, dato che l'artiglieria fissa nemica cominciava ad accusare una carenza di munizioni. Comunque, le mine posizionate sullo stretto avevano affondato o seriamente danneggiato cinque navi alleate. All'arrivo del generale Hamilton e delle sue truppe l'ammiraglio de Robeck cominciò a insistere nel non condurre altre operazioni via mare sino a che le truppe di terra non fossero sbarcate conquistando la zona sopraelevata intorno allo stretto.
Nel novembre 1916 divenne comandante del 2º squadrone di battaglia della Grand Fleet. Nel luglio 1919 venne promosso a Comandante in capo della Mediterranean Fleet servendo inoltre come ambasciatore britannico a Costantinopoli nell'autunno dello stesso anno. Infine divenne Comandante in capo della Atlantic Fleet dal 1914 al 1922, anno del pensionamento.
De Robeck venne nominato baronetto nel 1919 e nel 1921 gli venne assegnata l'onorificenza dell'Ordine del Bagno.